# 7906 Меланхтон
7906 Меланхтон (7906 Melanchton) — астероїд головного поясу, відкритий 24 вересня 1960 року.
Тіссеранів параметр щодо Юпітера — 3,198.